# Ben's Brother
Ben’s Brother  é uma banda britânica de cinco integrantes.
Seu primeiro álbum de estúdio, Beta Male Fairytales, fo lançado em 6 de Agosto de 2007. Foi indicada para um Ivor Novello Award na categoria Melhor Canção, por Let Me Out.

## Integrantes
- Jamie Hartman (vocais)
- Kiris Houston (teclado/guitarra)
- Dan McKinna (baixo)
- Dave Hattee (bateria)
- Tim Vanderkuil (guitarra)

## Discografia

### Álbuns
- Beta Male Fairytales

1. "Rise"
2. "Beauty Queen"
3. "Let Me Out"
4. "Carry On"
5. "Find Me an Angel"
6. "I Am Who I Am"
7. "Home"
8. "Bad Dream"
9. "Live"
10. "God By Another Name"
11. "Harmonica in F (Interlude)"
12. "Time"
13. "Stuttering (Kiss Me Again)" (U.S. release version only)

- Battling Giants

1. "Apologies"
2. "If I Let the Latter Down"
3. "Stalemate"
4. "Battling Giants"
5. "Questions & Answers"
6. "Therapy"
7. "She Is Love"
8. "What If I?"
9. "All Played Out"
10. "Should I Believe You?"
11. "Interlude"
12. "Bitter End"
13. "Letters"

## Singles
- 2007 "Let Me Out" (UK #38)
- 2007 "Carry On"
- 2008 "Stuttering (Kiss Me Again)" (UK #41)
- 2009 "Apologies"
- 2009 "Shine / Reacender" do Roupa Nova, onde Eles fizeram uma Participação Especial no DVD Roupa Nova em Londres
- 2009 "Stalemate" que foi gravado originalmente com Joss Stone, mas devido a um problema da gravadora, lançaram o single oficial com a cantora Anastacia